# Radwar

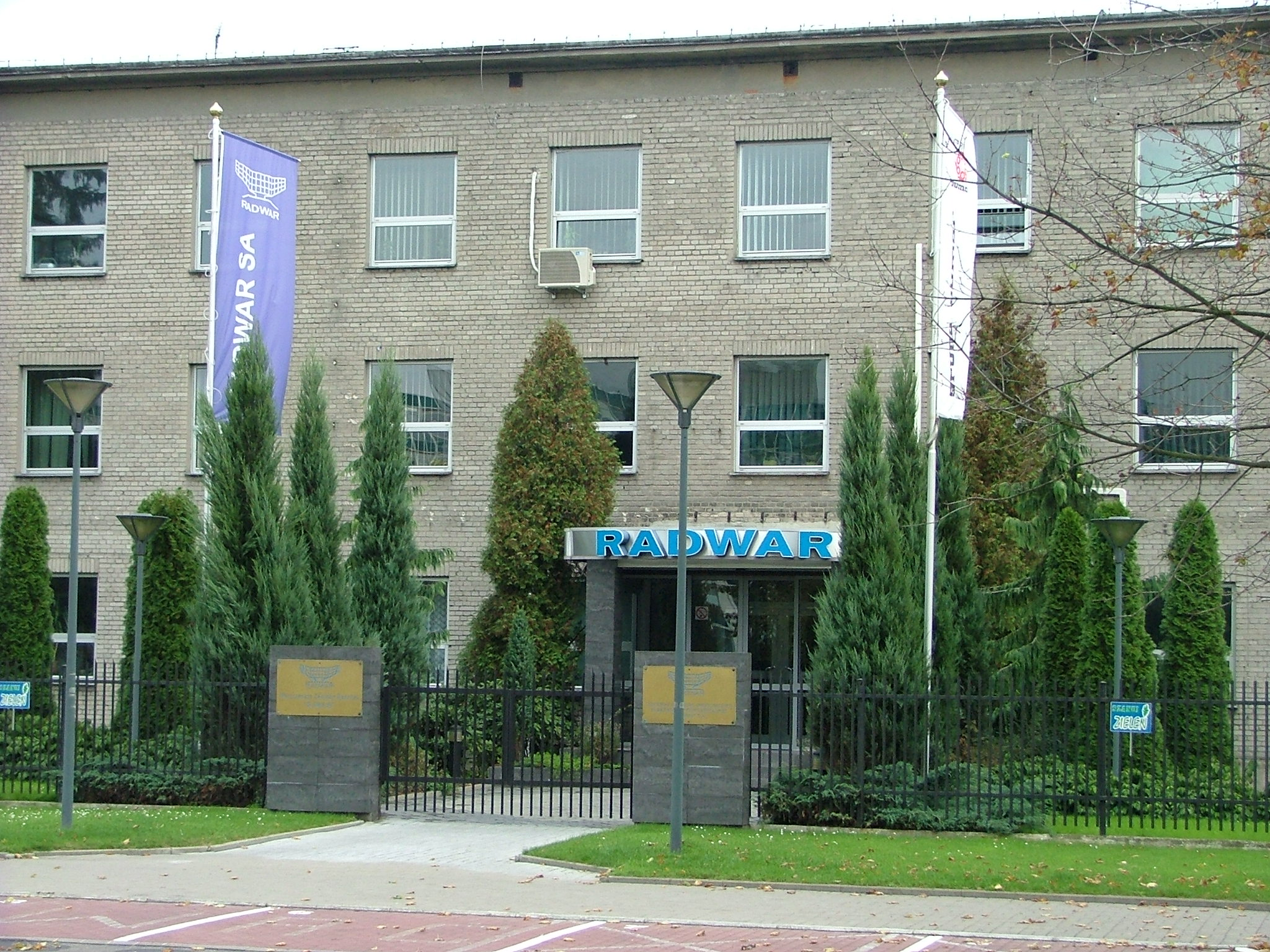
Radwar, Warszawa, ul. Poligonowa

Centrum Naukowo-Produkcyjne Elektroniki Profesjonalnej „Radwar” SA – polskie przedsiębiorstwo produkujące profesjonalne urządzenia elektroniczne, w tym stacje radiolokacyjne dla wojska, mieszczące się w Warszawie. W 2012 roku zostało włączone do spółki PIT-Radwar.

## Historia
Przedsiębiorstwo wywodziło się z powstałych w 1954 roku zakładów radiowych Rawar. W 1976 roku Rawar i inne zakłady państwowe zostały połączone w Centrum Naukowo-Produkcyjne Elektroniki Profesjonalnej „Radwar”, należące do zjednoczenia Unitra. W jego skład weszły także zakłady Profel i Zurad. W październiku 1994 roku przedsiębiorstwo państwowe Centrum Naukowo-Produkcyjne Elektroniki Profesjonalnej „Unitra-Radwar” uległo przekształceniu w spółkę akcyjną Centrum Naukowo-Produkcyjne Elektroniki Profesjonalnej „Radwar” S.A. w Warszawie. Do 2003 roku spółka należała do Skarbu Państwa, następnie do grupy Bumar. 9 marca 2012 roku spółka Radwar S.A. została połączona z Przemysłowym Instytutem Telekomunikacji S.A., na skutek czego powstała spółka Bumar Elektronika, od 2014 roku przemianowana na PIT-Radwar S.A.
Centrum Naukowo-Produkcyjne Elektroniki Profesjonalnej RADWAR SA było jednym z największych zakładów przemysłu zbrojeniowego w Polsce. Specjalizowało się w produkcji systemów automatyzacji dowodzenia, systemów radiolokacyjnych, systemów identyfikacji swój-obcy (IFF), systemów ochrony informacji oraz pokrewnych. Głównymi odbiorcami CNPEP RADWAR SA były, oprócz Wojska Polskiego, Policja i Straż Graniczna oraz armie z wielu krajów Europy, Azji i Afryki.

## Struktura
Oddziały Radwar S.A.:
- Warszawskie Zakłady Radiowe „Rawar” (do 2009)
- Zakład Elektroniki Profesjonalnej „Profel” (do 2003)
- Zakład Urządzeń Radiolokacyjnych „Zurad” (do 2004)

Radwar S.A. był następnie właścicielem spółek:
- Zakłady Urządzeń Radiolokacyjnych Zurad sp. z o.o.
- Zakłady Elektroniki Przemysłowej „Profel” sp. z o.o.